# Liternica nadrzewna

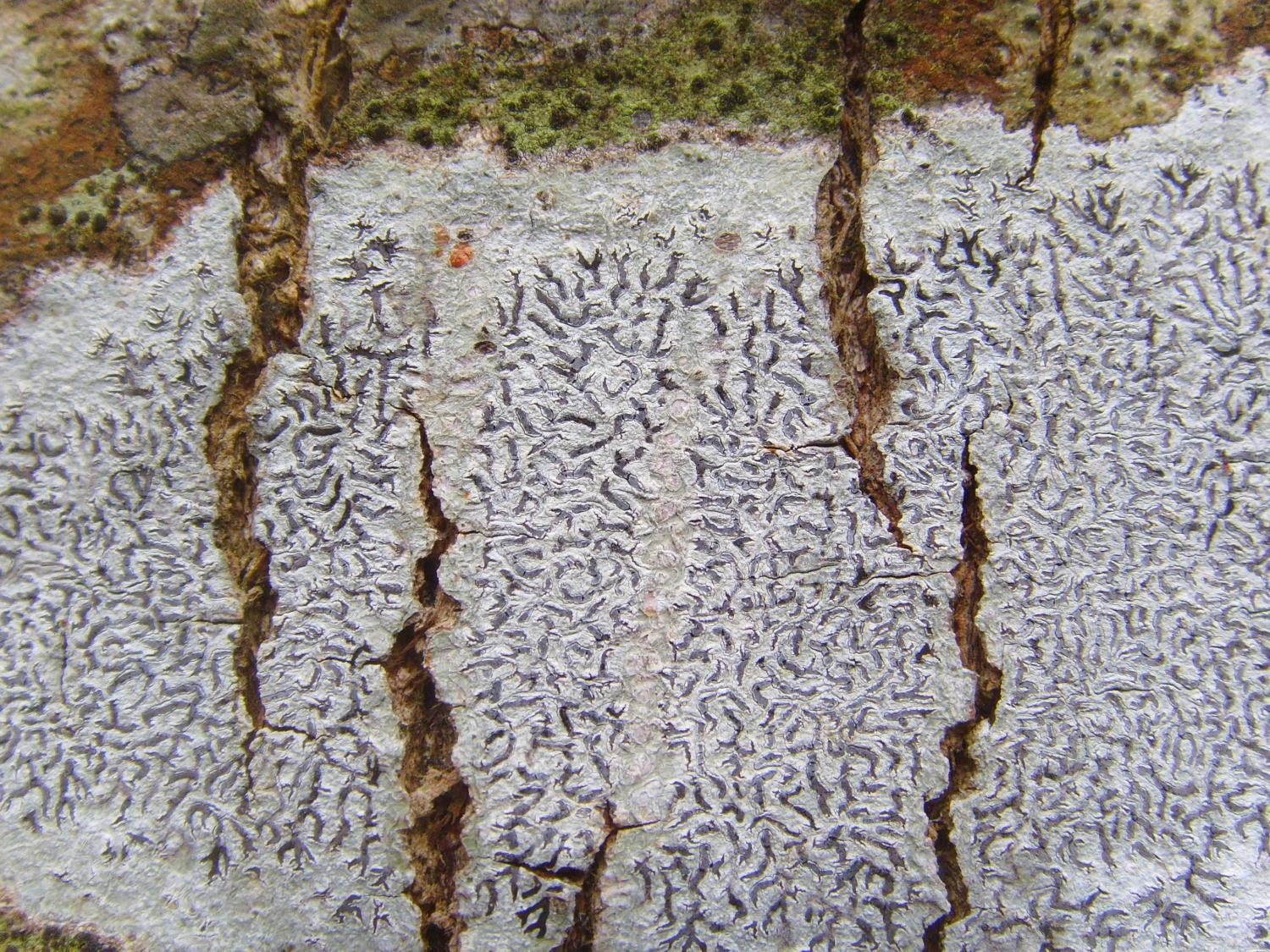

Liternica nadrzewna (Phaeographis dendritica (Ach.) Müll. Arg.) – gatunek grzybów z rodziny literakowatych (Graphidaceae).

## Systematyka i nazewnictwo
Pozycja w klasyfikacji według Index Fungorum: Graphidaceae, Ostropales, Ostropomycetidae, Lecanoromycetes, Pezizomycotina, Ascomycota, Fungi.
Po raz pierwszy takson ten zdiagnozował w 1803 r. Erik Acharius nadając mu nazwę Opegrapha dendritica. Obecną, uznaną przez Index Fungorum nazwę nadał mu w 1882 r. Johannes Müller Argoviensis. Ma 15 synonimów. Są nimi m.in. wszystkie odmiany i formy:
Nazwa polska według W. Fałtynowicza.

## Morfologia
Tworzy cienką, lub średnio grubą, skorupiastą plechę o barwie blado szarozielonej, czasami z żółtym odcieniem. Powierzchnia przyprószona, gładka, matowa lub błyszcząca, czasami popękana. Fotobiontem są glony z rodzaju Trentepohlia. Znana jest wyłącznie w postaci teleomorfy.
Apotecja o wymiarach 0,5–3 × 0,3–0,5 mm, płaskie lub nieco wzniesione, zmienne, rozproszone, wydłużone, proste, zakrzywione, gwiaździste lub drzewkowato rozgałęzione. Tarczka o szerokości 0,16–0,30 mm, szeroko odsłonięta, końce zwykle ostre, od brązowych do czarnych, nieco biało oprószone, zwłaszcza na środku. Plecha pierwotna niepozorna. Brzeżek plechowy zagłębiony, cienki. Ekscypulum czarne. Ściany boczne o szerokości 10–15 μm. Hymenium o wysokości 90–120 μm i strzępkach nierozgałęzionych, brązowawych. Worki 8-zarodnikowe. Askospory (26–) 30–40 (–45) × 6–9 μm, z 5–10 poprzecznymi przegrodami. Są soczewkowate, szkliste, w stanie dojrzałym jasnobrązowe, pod działaniem jodu fioletowe. Mają galaretowatą ścianę zewnętrzną.
Reakcje chemiczne: plecha C–, K+ żółtoczerwona (kryształy), KC+ czerwona, Pd+ żółta do pomarańczowej (reakcje często niejednolite), UV–. Kwasy porostowe: norstyktowy i connorstyktowy.

## Występowanie i siedlisko
Liternica nadrzewna występuje w Ameryce Północnej, Środkowej i Południowej, Europie, Azji i na wielu wyspach. W Europie notowana jest głównie w jej południowo-zachodniej i zachodniej części. W Polsce notowana w latach 1870, 1886, 1912, 1961, 1998. Jest uznana za wymarłą. W Czerwonej liście roślin i grzybów Polski ma status RE – gatunek co do którego nie ma żadnej wątpliwości, że ostatni osobnik potencjalnie zdolny do reprodukcji w regionie wyginął lub zniknął z regionu.
Siedlisko: kora drzew.